# 2832 Lada
2832 Lada (1975 EC1) là một tiểu hành tinh vành đai chính được phát hiện ngày 6 tháng 3 năm 1975 bởi N. Chernykh ở Nauchnyj.